# Heinrich Geffcken

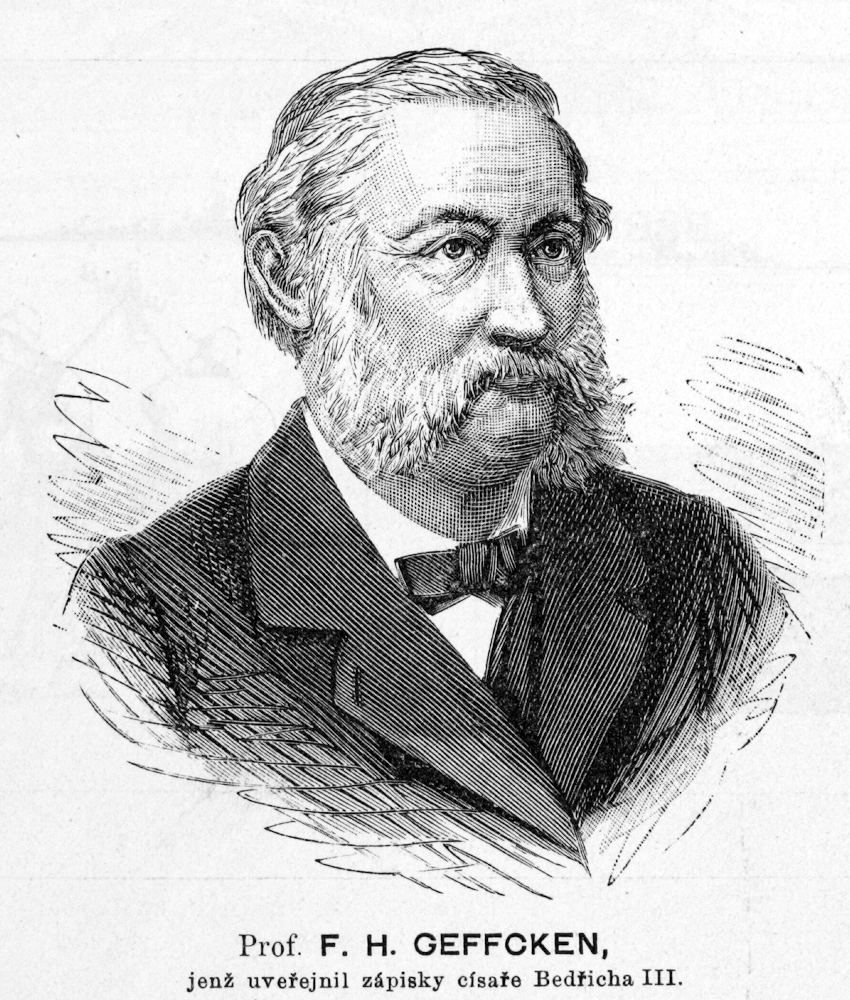
Friedrich Heinrich Geffcken.

Friedrich Heinrich Geffcken, född 9 december 1830 i Hamburg, död 1 maj 1896 i München, var en tysk ämbetsman och politiker.
Geffcken var 1855-66 hanseatiskt sändebud i Berlin, 1867 i London, och blev 1869 syndikus i Hamburg. 1872-1882 var han professor i Strassburg och utgav som sådan några arbeten i folkrätt. Geffcken ogillade Bismarcks kamp mot katolska kyrkan och hans uppträdande mot Österrike, men blev tidigt dåvarande kronprinsen, sedermera kejsar Fredrik III:s förtrogne och utarbetade det politiska program, som denne efter tronbestigningen 1888 utsände. Efter Fredriks död utgav Geffcken utdrag ur hans dagböcker under kriget 1870-71, enligt vilka Fredrik tidigare och klarare än Bismarck hävdat en nationell tysk politik och arbetat för kejsardömets återupprättande. Offentliggörandet väckte Bismarcks häftiga vrede. Geffcken fängslades 1888, åtalades för landsförräderi men frikändes av riksrätten 1889.